# 漢民族主義

孫文が率いた興中会の旗

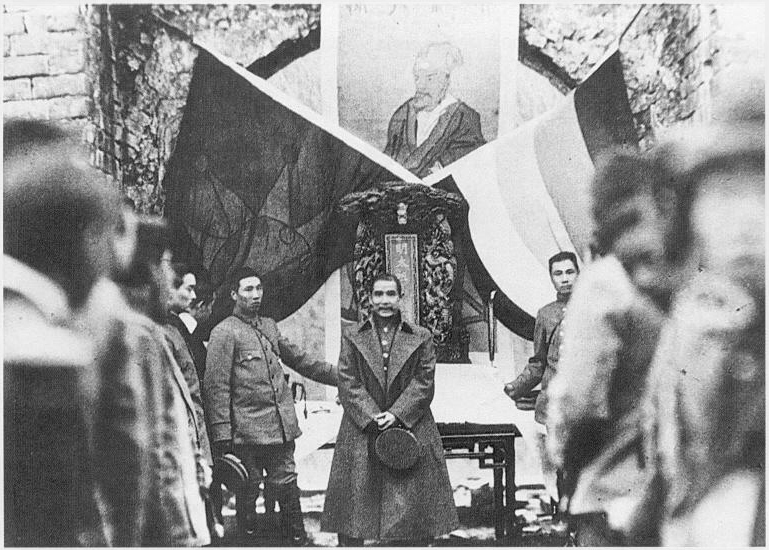
1912年2月15日、明朝の洪武帝の陵墓を参拝する中華民国臨時政府の孫文ら

漢民族主義（かんみんぞくしゅぎ）は、漢民族を中国民族の唯一の構成員と主張する形の民族主義である。

## 解説
これは他の中国民族主義の概念と対話しつつも、しばしば相互排他的または矛盾した立場を取ることが多い。漢民族は、中華民国と中華人民共和国という2つの「中国国家」を自称する政体の双方で多数派民族である。
また、漢民族はマレーシアやシンガポールなど、他国でも相当数の少数民族あるいは相対的多数派として存在している。現代においても、民族の役割は中国文化、地政学、歴史の捉え方に色濃く影響しており、漢民族主義は地方民族主義という対立概念と比較されることが多い。

## 歴史

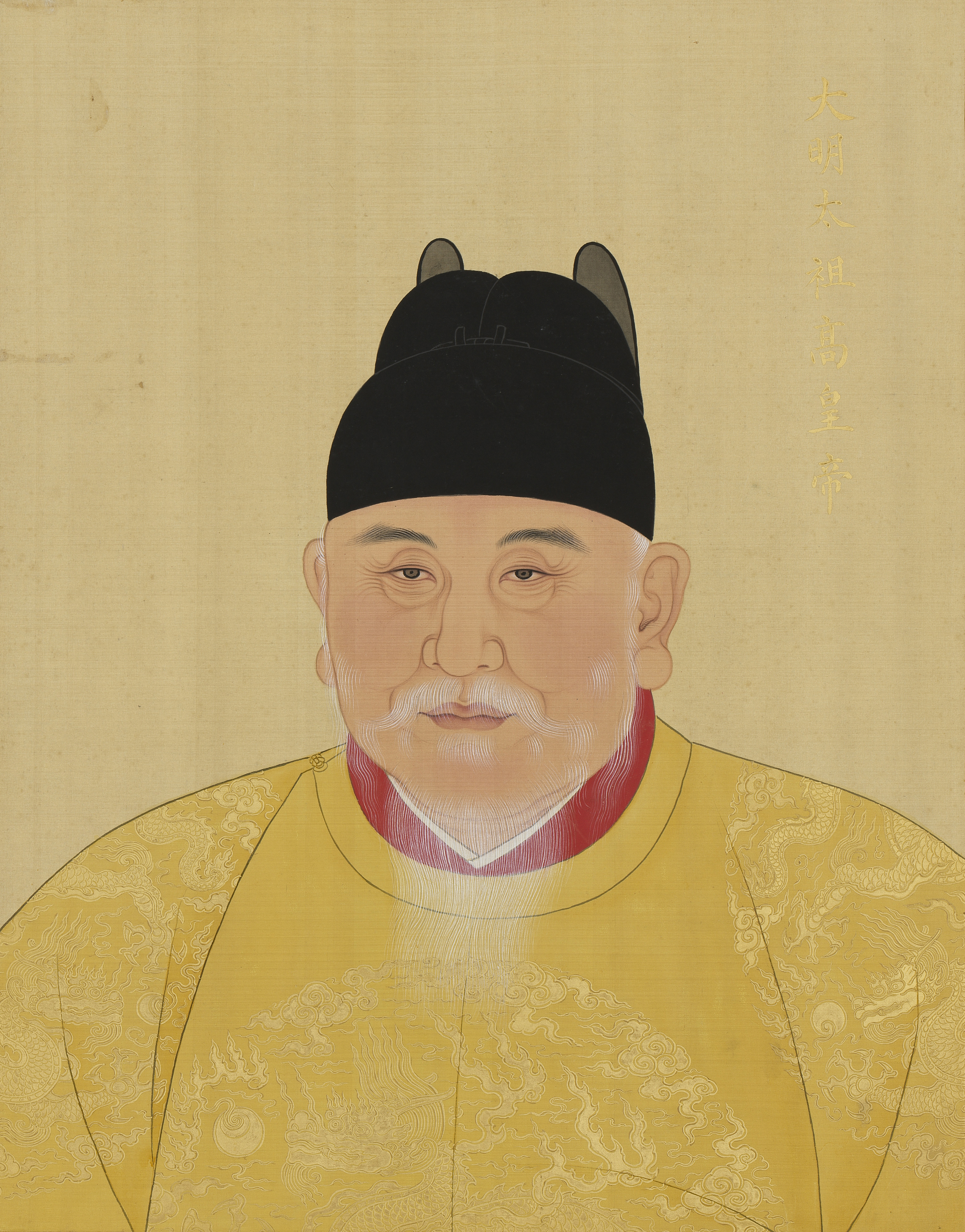
洪武帝

中国民族主義とは異なり、漢民族主義は中国の主要民族である華夏や漢族に起源を持ち、歴史的に漢民族に強く焦点を当ててきた。漢民族は世界最古の文明の一つを築いたという誇りから、漢民族主義は団結のための力として用いられてきた。
漢王朝以来、漢民族優越思想はしばしば中国の領土拡大の正当化に使われてきた。これは、かつての朝鮮やベトナムへの侵攻、中央アジア・チベット・新疆・モンゴルへの進出などに見られる。
これらの思想は後の王朝にも受け継がれ、特に唐王朝や明王朝では顕著であった。唐は古代華夏の領域を超えて影響力を及ぼし、明は強大な海軍国家となった。漢民族の優越思想は、儒教的な優越観と多民族的な軍隊・帝国という矛盾する側面の間で複雑な構造を持っていた。
漢民族主義はまた、非漢民族による支配への反発の中でも重要な役割を果たした。洪武帝率いる明朝の興起は、モンゴル人の元王朝打倒の鍵となった。
また、満州族の清王朝への反乱にも大きく関わっており、屈辱の世紀以降、制度的に根付いていった。これらの反乱には、孫文のように清朝を腐敗し不道徳と見なす漢民族主義者が関与し、同時に西洋帝国主義にも反発していた。
19世紀末の義和団の乱も、漢民族主義の一形態とされており、西洋列強への反感と伝統回帰の志向が結びついた運動であった。
清朝崩壊後、孫文はより多民族的な中国民族主義の構築を目指し、五族共和や五色旗の制定など一定の成果を上げた。それでもなお、漢民族主義は今日の中国でも顕著であり、国家指導者たちは国内外の政策において漢民族的ナショナリズムを積極的に利用している。

### 大漢族主義
大漢族主義は、中国共産党（CCP）によって漢民族主義のより急進的な形態として説明されている。中国共産党の主席である毛沢東は、中国における漢民族の民族中心主義を批判するために、1953年3月16日に初めてこの用語を使用し、「大漢族主義を批判せよ」という中国共産党中央委員会向けに起草された党指令の中でこの言葉を用いた。毛はその中で、「一部の地域では民族間の関係が正常とは言えない。共産主義者にとって、これは容認できない状況である。我々はその根本に立ち返り、多くの党員や幹部の間に深刻に存在する大漢族主義的な考えを批判しなければならない…」と述べた。
この言葉は、1956年の演説『十大関係』の中でも再び登場し、毛は「漢民族と少数民族との関係に関して…我々は大漢族主義に反対することに重点を置く」と述べた。
この反大漢族主義の思想は、中華人民共和国における中国を歴史的にも現在においても漢族のみならず55の少数民族を含む多民族国家とみなす中華民族の概念の一部となっている。これは中華人民共和国憲法にも明記されており、中国は「全民族によって共同で建設された統一的な多民族国家」であり、「大民族（主に漢族）主義、ならびに地方民族主義の双方と闘わなければならない」と記されている。
中国政府によるこの大漢族主義批判と多文化国家としての立場は、主に欧米メディアから批判を受けている。一部には、「漢民族は政府の公式見解ほど同質ではない」とする批判もある。
「中華民族」は20世紀に創出された概念であり、共産党は国民党の失敗を批判するためにこの用語を採用したに過ぎないとの指摘もある。少数民族に特権を与える政策が数多く実施されたことにより、一部の漢民族の間には不満が蓄積されている。
それにもかかわらず、中国当局は国内に人種差別や人種的偏見が存在することを否定している。
ポスト毛沢東時代の中国でも、大漢族主義は歴代政権から脅威と見なされ続けており、中国共産党総書記の習近平が率いる現在の習近平政権でも同様である。しかし、習総書記の掲げる中国の夢は、明確に漢族的要素を含むものと見られており、意図せずとも大漢族主義を助長しているとの指摘もある。
伝統的な大漢族主義と国家主導の中国ナショナリズムが融合することによって、現在の中国国家における「漢中心主義」として特徴づけられている。

## 中国民族主義との関係

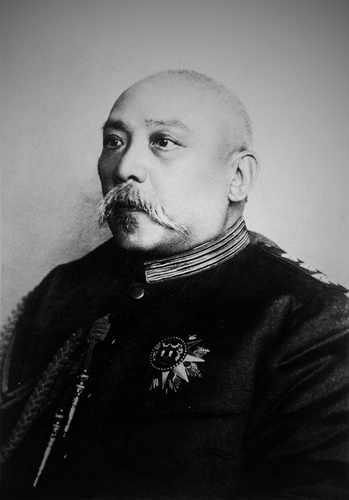
袁世凱、北洋政府の民族主義者

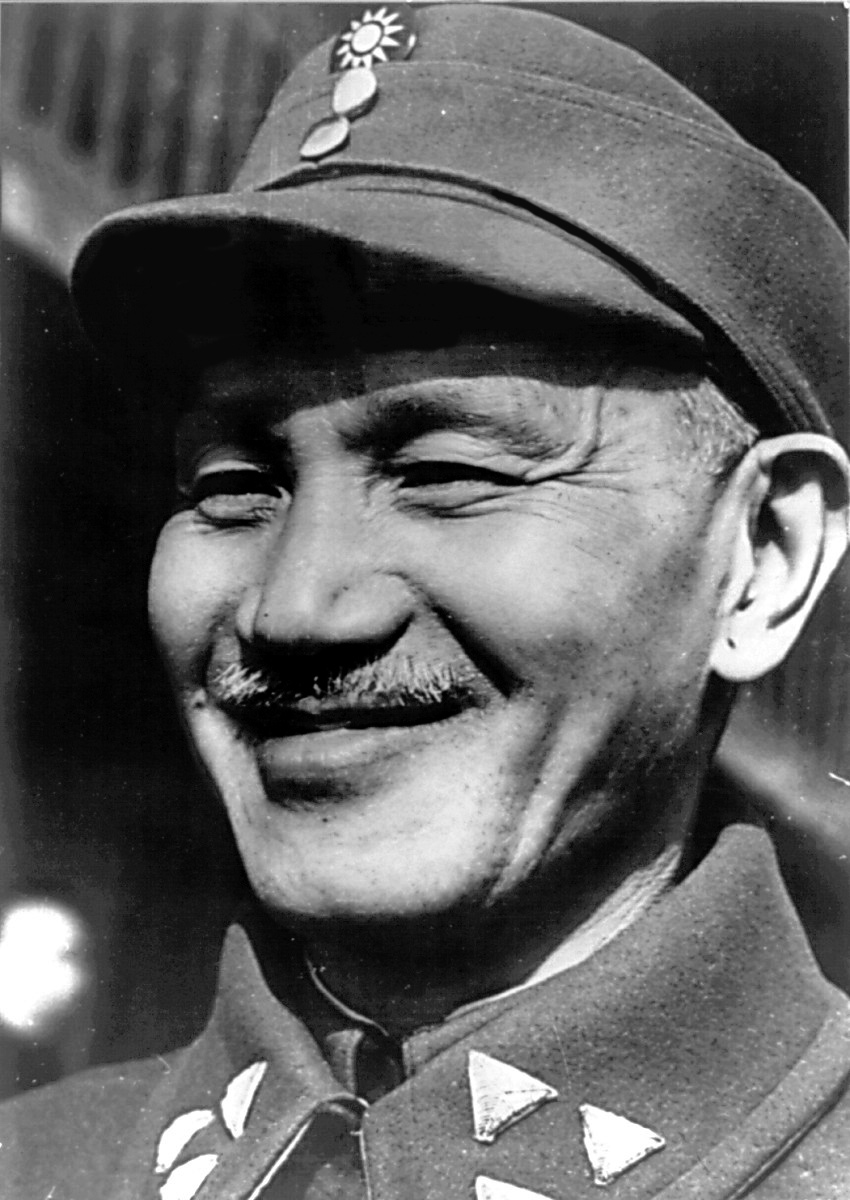
蔣介石、国民党の民族主義者

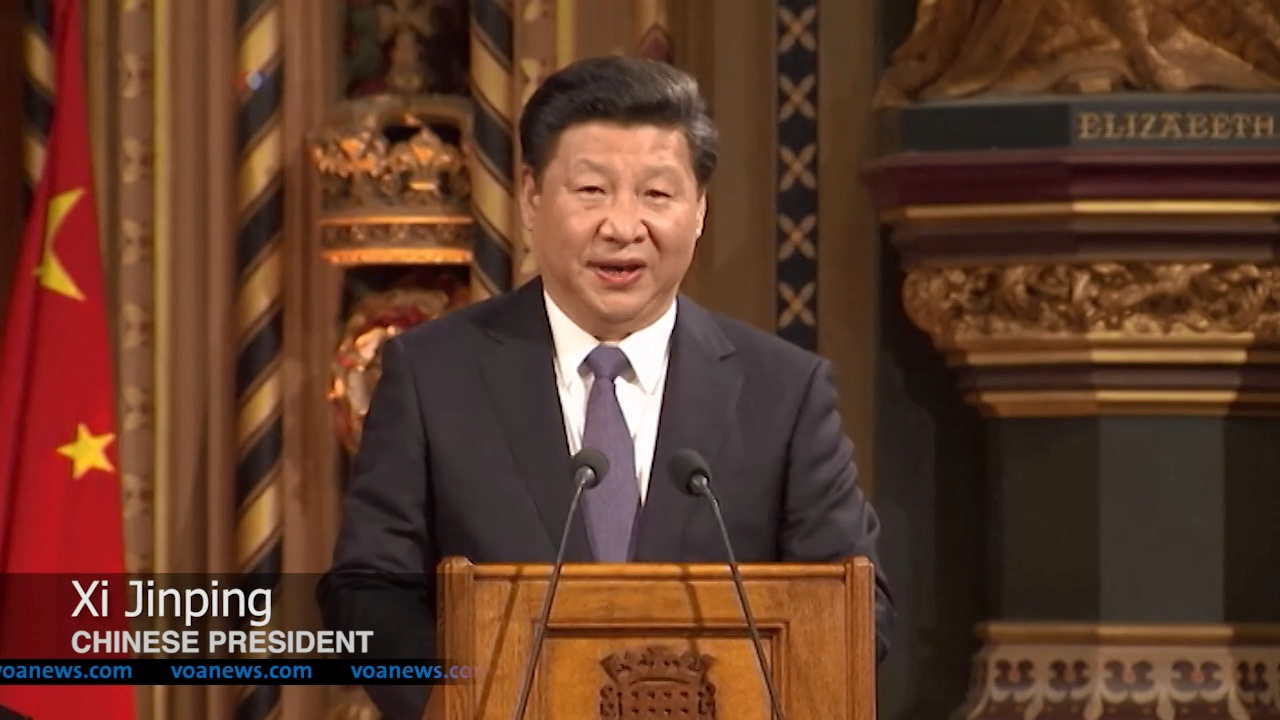
習近平、共産主義の民族主義者

漢民族の民族主義と中国民族主義はイデオロギーの面では異なり、後者はしばしば多民族的な形の民族主義を強調するが、両者は中国が歴史的にも現代においても漢民族の多数派によって支配されていることから、しばしば結びつけられ、同時に主張されてきた。
この概念は20世紀初頭に初めて議論され、その議論に加わった人物の一人が章太炎である。彼は楊度や梁啓超によって提案された多民族的な形の民族主義の発展に強く反対し、漢民族の血統の存在を中国の偉大さの証拠として強調し、多民族国家としての中国という考えを否定した。彼は満州族、モンゴル族、チベット族、そしてトルコ系イスラム教徒などの非漢民族に対して懐疑的だった。
章太炎は、特に満州族をはじめとする非漢民族を強く批判しており、彼らを漢民族の抑圧者と見なし、彼らは漢民族の文化や慣習を理解していないため同化は不可能であると信じていた。
しかし、中国民族主義の中には多民族的な形を擁護する有力な支持者も存在し、チベットは中華民国時代において独立を維持していた。
漢民族の民族主義の多面的なイメージは、近代中国国家の形成過程においてさらに発展した。漢民族の民族主義者たちは、ウイグル族やチベット族に対して低い評価を抱き、彼らの異なる文化や漢民族への共感の欠如により、中国国家への脅威と見なした。これにより、1930年代から1940年代にかけて複数の紛争が発生した。
漢民族の民族主義はまた、日中戦争と連動した第二次世界大戦中にも大きな役割を果たした。この戦争において漢民族はたびたび苦しみながらも日本と戦った。

### チベット人
1950年の中華人民共和国によるチベット併合以降、漢民族の民族主義者たちは中国政府の支援を受け、チベット文化を野蛮であると描写する歴史的文書を配布し、チベット支配を正当化しようとしてきた。その結果、中国社会の多くの人々はチベットに対して否定的な見方を持っている。漢民族は、チベットにおける農奴制をめぐる論争において、チベットは歴史的に農奴制・奴隷制を実施していた封建社会であり、それが変化したのは中国の影響によるものであり、中国の役割はチベット人をその後進性から解放する「文明化の使命」を果たすことだという見解を持ち続けている。
さらに、漢民族の民族主義者は、古代中国の王女文成公主がチベット王ソンツェン・ガンポと結婚し、仏教をチベットに伝えたという物語を称賛している。
また、漢民族の過激派の中には、チベット人（およびモンゴル人、ウイグル人）も実際には遺伝的に異なるだけで、より広義の漢民族の一部であると考える者もいる。

### ウイグル人
1758年に征服されて以来、新疆のウイグル人は、満州族政権およびその後の中国政府と問題を抱えてきた。清朝時代に始まる漢民族の移住により、この地域の同化（漢化）が進み、この政策は民族関係にもさらなる影響を与えた。
漢民族および回族はウイグル人の近くに住むことが多く、多くの人がウイグル人に対して否定的なステレオタイプを抱いている。

### モンゴル人
内モンゴルでは、20世紀以降、漢民族の大規模な移住や民族間結婚により社会が比較的安定し、モンゴル人はウイグル人やチベット人に比べて中国社会にうまく統合されていると見なされてきた。
しかし、ここでは悪名高い内モンゴル事件が発生しており、16,000人から27,000人のモンゴル人が死亡した。
その後、2011年内モンゴル騒乱や2015年の抗議行動へとつながる、モンゴル人の土地の搾取や乱用、そして漢民族優遇とみなされる政策が実施された。

## 漢民族系台湾民族主義
台湾において、漢民族中心の台湾民族主義は、中国本土の漢民族中心の民族主義とは異なるものである。漢民族系の台湾民族主義者は、外省人や台湾先住民族ではなく、閩南人（ホーロー）や客家人に重点を置いている。ただし、すべての台湾民族主義者が漢民族主義者というわけではない。
鄭成功は東寧王国を築いた台湾における初期の漢民族主義者の代表とされる。2004年には、台湾独立支持派で当時副総統だった呂秀蓮が、台湾原住民に対して漢民族中心の人種差別的発言をしたことで物議を醸した。

## 参考資料
1. ↑  Cabestan, Jean-Pierre (1 June 2005). “The Many Facets of Chinese Nationalism”. China Perspectives 2005 (59). doi:10.4000/chinaperspectives.2793.
2. ↑  Zheng, Dahua (2019). “Modern Chinese nationalism and the awakening of self-consciousness of the Chinese Nation”. International Journal of Anthropology and Ethnology 3 (1). doi:10.1186/s41257-019-0026-6. ISSN 2366-1003.
3. ↑  “Selections from the Han Narrative Histories”. depts.washington.edu. 2020年9月8日閲覧。
4. ↑  Wang, Q. Edward (1999). “History, Space, and Ethnicity: The Chinese Worldview”. Journal of World History 10 (2):  285–305. doi:10.1353/jwh.1999.0029. ISSN 1527-8050.
5. ↑  Chin, Tamara T. (2014). Han Imperialism, Chinese Literary Style, and the Economic Imagination. 94. Harvard University Asia Center. doi:10.2307/j.ctt1dnn9vg. ISBN 9781684170784. JSTOR j.ctt1dnn9vg
6. ↑  Skaff, Jonathan Karam (6 August 2012), Sui-Tang China and Its Turko-Mongol Neighbors, Oxford University Press, pp. 75, doi:10.1093/acprof:oso/9780199734139.001.0001, ISBN 978-0-19-973413-9
7. ↑  Farris, William Wayne (2009). Japan to 1600: A Social and Economic History. University of Hawai'i Press. pp. 28–30. doi:10.21313/hawaii/9780824833251.001.0001. ISBN 978-0-8248-3325-1. JSTOR j.ctt6wqt09
8. ↑  “An introduction to the Ming dynasty (1368–1644) (article)”. Khan Academy. Template:Cite webの呼び出しエラー：引数 accessdate は必須です。
9. ↑  Hong, Wontack. “A Tripolar Approach to East Asian History”. Template:Cite webの呼び出しエラー：引数 accessdate は必須です。
10. ↑  “Decline of the Yuan Dynasty”. oer2go.org. Template:Cite webの呼び出しエラー：引数 accessdate は必須です。
11. ↑  Hiltebeitel, Alf; Miller, Barbara D. (1998). Hair : its power and meaning in Asian cultures. State University of New York Press. pp. 129. ISBN 0-585-05672-2. OCLC 1156899651
12. ↑  “Top Rebels in Ancient China” (2019年9月18日). Template:Cite webの呼び出しエラー：引数 accessdate は必須です。
13. ↑  Miller, Frederic P.; Vandome, Agnes F.; McBrewster, John. Anti-Qing Sentiment. ASIN 6130642490
14. ↑  “The Boxer Rebellion: The West and the Rebels” (英語). OpenLearn. 2020年9月8日閲覧。
15. ↑  Field, Lydia. “The Chinese Dream: Cultivating Expansionist Chinese Nationalism in the South China Sea and the Role of Weibo”. pp. 58–59. Template:Cite webの呼び出しエラー：引数 accessdate は必須です。
16. ↑  Harris, Peter (1997). “Chinese Nationalism: The State of the Nation”. The China Journal (38):  121–137. doi:10.2307/2950337. JSTOR 2950337.
17. ↑  Tse-tung, Mao. “Criticize Han Chauvinism”. www.marxists.org. 2018年11月23日閲覧。
18. ↑  Li, Gucheng (1995). A Glossary of Political Terms of The People's Republic of China. Chinese University Press. pp. 38–39. ISBN 9789622016156
19. 1 2  Ghai, Yash (2000). Autonomy and Ethnicity: Negotiating Competing Claims in Multi-Ethnic States. Cambridge University Press. p. 77. ISBN 9780521786423
20. ↑  Liu, Xiaoyuan (2010). Recast All Under Heaven: Revolution, War, Diplomacy, and Frontier China in the 20th Century. Recast All Under Heaven: Revolution, War, Diplomacy, and Frontier China in the 20th Century. pp. 115–116. ISBN 9781441134899
21. ↑  Law, Ian (2012). Red Racisms: Racism in Communist and Post-Communist Contexts. Springer. ISBN 978-1137030849
22. ↑  “Could Han Chauvinism Turn the 'Chinese Dream' into a 'Chinese Nightmare'?”. thediplomat.com.   The Diplomat. 2020年10月6日閲覧。
23. ↑  Friend, John M.; Thayer, Bradley A. (2017). “The Rise of Han-Centrism and What It Means for International Politics”. Studies in Ethnicity and Nationalism 17 (1):  91. doi:10.1111/sena.12223 2020年10月6日閲覧。.
24. 1 2  Zheng, Dahua (30 December 2019). “Modern Chinese nationalism and the awakening of self-consciousness of the Chinese Nation”. International Journal of Anthropology and Ethnology 3 (1):  11. doi:10.1186/s41257-019-0026-6.
25. ↑  Tang, Wenfang; He, Gaochao (30 August 2010). Separate but loyal : ethnicity and nationalism in China. Honolulu, HI: East-West Center. pp. 17–18. OCLC 678575064
26. ↑  “China says it has a 'zero-tolerance policy' for racism, but discrimination towards Africans goes back decades”. www.cnn.com.   CNN (2020年5月26日). 2020年8月22日閲覧。
27. ↑  “Genocide as Nation Building: China's Historically Evolving Policy in East Turkistan”. Journal of Political Risk 7. (29 August 2019).
28. ↑  Wang, Ke; Fletcher, Carissa (8 September 2019). The East Turkestan Independence Movement, 1930s to 1940s. The Chinese University of Hong Kong Press. ISBN 9789882377844
29. ↑  Sperling, Elliot (2004年). “History and Polemics”.   East-West Center. Template:Cite webの呼び出しエラー：引数 accessdate は必須です。
30. ↑  Dai, Tinglan. “The Great Han: The Development, Evolution, and Influence of Chinese Ethnic Nationalism on Modern Chinese Society and Government”. Template:Cite webの呼び出しエラー：引数 accessdate は必須です。
31. ↑  “Han Nationalism in China”. Al Jazeera Center for Studies. Template:Cite webの呼び出しエラー：引数 accessdate は必須です。
32. ↑  Modongal, Shameer (31 December 2016). Lu, Zhouxiang. ed. “Development of nationalism in China”. Cogent Social Sciences 2 (1):  1235749. doi:10.1080/23311886.2016.1235749.
33. 1 2  Hofer, Theresia; Sagli, Gry (21 April 2017). “'Civilising' Deaf people in Tibet and Inner Mongolia: governing linguistic, ethnic and bodily difference in China”. Disability & Society 32 (4):  443–466. doi:10.1080/09687599.2017.1302319. ISSN 0968-7599. PMC 5425626. PMID 28553018.
34. ↑  Barnett, Robert (2008). Authenticating Tibet: Answers to China's 100 Questions. University of California Press. pp. 84. ISBN 978-0-520-24464-1
35. ↑  Denyer, Simon. “Analysis | A romantic opera in Tibet just happens to bolster China's historical position there” (英語). Washington Post. ISSN 0190-8286 2020年9月9日閲覧。
36. ↑  “Friedman: Chinese Believe Tibetans, Other Ethnic Groups Should be Incorporated into One China” (英語). Council on Foreign Relations. 2020年9月9日閲覧。
37. ↑  Liu, Amy H.; Peters, Kevin (8 September 2017). “The Hanification of Xinjiang, China: The Economic Effects of the Great Leap West”. Studies in Ethnicity and Nationalism 17 (2):  265–280. doi:10.1111/sena.12233.
38. ↑  Ildikó Bellér-Hann (2008). Community matters in Xinjiang, 1880-1949: towards a historical anthropology of the Uyghur. Brill. p. 75. ISBN 978-90-04-16675-2 2010年6月28日閲覧。
39. ↑  Qin, Amy (2020年8月31日). “Curbs on Mongolian Language Teaching Prompt Large Protests in China”. The New York Times
40. ↑  Tighe, Justin (May 2008). “The Purge of the Inner Mongolian People's Party in the Chinese Cultural Revolution, 1967–69: A Function of Language, Power and Violence. ByKerry Brown. Folkestone, Kent, U.K.: Global Oriental, 2006.” (英語). The Journal of Asian Studies 67 (2):  707–708. doi:10.1017/S0021911808000910. ISSN 1752-0401.
41. ↑  Wu, Zhong (2011年6月8日). “Green motives in Inner Mongolian unrest”. Asia Times.  オリジナルの2011年7月12日時点におけるアーカイブ。 2011年6月11日閲覧。
42. ↑  Veysel Apaydin i, ed (2020). Critical Perspectives on Cultural Memory and Heritage: Construction, Transformation and Destruction. UCL Press. pp. 274
43. ↑  “Aboriginal protest to keep heat on Lu”. Taipei Times. (2021-07-01) 2004年7月23日閲覧。.